# Lichmera flavicans
El mielero de Timor (Lichmera flavicans)  es una especie de ave paseriforme de la familia Meliphagidae.

## Localización
Es una especie endémica de la isla de Timor.